# Dott (Virginia Occidental)
Dott es un área no incorporada ubicada en el condado de Mercer (Virginia Occidental), Estados Unidos. Está registrada en el Servicio Geológico de Estados Unidos con fecha de entrada del 1 de septiembre de 1993.
El número de identificación asignado por el Sistema de Información de Nombres Geográficos es 1557178.

## Geografía
Se encuentra a una altitud de 741 m s. n. m. (2431 pies) según el Servicio Geológico.